# John Donnell Smith
John Donnell Smith ( 5 de junio de 1829 - 2 de diciembre de 1928) fue un botánico, pteridólogo, bibliófilo, filántropo estadounidense.
En 1905 es asociado honorario en el Herbario Nacional de Estados Unidos, promovido por el Smithsonian Institute. Y permanece allí hasta su muerte en 1928. Smith fue una autoridad en la flora de América Central.
Dona su importantísima biblioteca al Smithsonian Institute

## Obra
- Check list of North American plants, including Mexican species which approach in the U.S. boundary. 1886
- Enumeratio plantarum Guatemalensium imprimis a H. de Tuerckheim collectarum /quas edidit John Donnell Smith. Oquawkae [Ill.] :H.N. Patterson, 1889-1907.

(escaneados       )

## Honores

### Eponimia
- (Apiaceae) Donnellsmithia J.M.Coult. & Rose[1]

- (Commelinaceae) Donnellia C.B.Clarke ex Donn.Sm.[2]

- La abreviatura «Donn.Sm.» se emplea para indicar a John Donnell Smith como autoridad en la descripción y clasificación científica de los vegetales.[3]